# World Rally Championship Trophy
Il World Rally Championship Trophy o WRC Trophy è stato un trofeo organizzato dalla Federazione Internazionale dell'Automobile che si è disputato contestualmente al campionato del mondo rally e istituito nella stagione 2017; esso era riservato agli equipaggi a bordo di vetture della categoria World Rally Car in configurazione 2016, in contrapposizione al campionato mondiale vero e proprio che dal 2017 assegnava i titoli esclusivamente a equipaggi e squadre che avessero partecipato con vetture rispondenti al nuovo regolamento tecnico.
La serie venne soppressa al termine del 2017 e vennero assegnati esclusivamente i titoli piloti e co-piloti, i quali poterono partecipare a un massimo di sette appuntamenti a libera scelta, essendo tuttavia validi soltanto i migliori sei risultati ottenuti.

## Albo d'oro
| Anno | Pilota             | Copilota          | Auto            |
| ---- | ------------------ | ----------------- | --------------- |
| 2017 | Jourdan Serderidis | Frédéric Miclotte | Citroën DS3 WRC |